# Лачплесис (колхоз)
Колхоз «Лачплесис» (латыш. Kolhozs "Lāčplēsis") — сельскохозяйственное предприятие, действовавшее в советское время в Латвийской ССР и в первые годы после восстановления независимости Латвии.Колхоз создал и руководил им участник Великой Отечественной войны, коммунист Эдгар Каулиньш, удостоенный за эту работу высшего трудового отличия — звания Героя Социалистического труда. Правление колхоза находилось в Лиелварде.

## История

### Создание колхоза
В конце 1940-х годов в Латвийской ССР началась коллективизация. Создание колхоза в Лиелвардской волости было поручено парторгу, фронтовику Эдгару Каулиньшу. Датой образования колхоза было записано 23 июня 1948 года, что позволило коллективу ежегодно отмечать народный праздник Лиго, не входивший в то время в список официальных праздничных дат.
Каулиньш смог убедить жителей волости в преимуществах коллективного хозяйства и механизированной обработки земли, благодаря чему они практически полностью вступили в колхоз и в округе не осталось богатых единоличников, с которыми была развёрнута борьба в ходе мартовской депортации 1949 года.
К 1955 году количество дойных коров в колхозе превысило 700, появилась птицеферма на 2.5 тысячи кур, звероферма для выращивания чернобурок и голубых песцов, была проведена мелиорация заболоченных участков земли под пастбища и сенокосы, общий доход превысил 4 млн рублей, увеличившись с 1951 года в 4 раза.

### Хозяйственная деятельность
Под руководством Эдгара Каулиньша, остававшегося бессменным руководителем колхоза на протяжении 30 лет, колхоз стал одним из наиболее успешных хозяйств в Латвии. По информации Малой Латвийской энциклопедии (1968), на 1966 год основные средства колхоза «Лачплесис» оценивались в 1 миллион 777 тысяч рублей. Его поля обрабатывали 26 тракторов, 10 комбайнов, 20 грузовых машин. Общее число членов колхоза достигло 692. С начала 1950-х годов для интенсификации земледелия в колхозе применялись методы анализа почв, разработанные академиком Я. В. Пейве.
Основными сферами деятельности колхоза были производство сельскохозяйственной продукции и пищевая промышленность.
Колхоз построил консервный цех, пивоварню, винодельню, звероферму для выращивания племенных норок, тепличный комплекс, жилой посёлок с благоустроенными домами. Чтобы обеспечить работой женщин в зимнее время, открыл  филиал Огрского трикотажного комбината,  где на 15 японских полуавтоматах изготавливали изделия лёгкой промышленности.
С первых лет существования в колхозе внедрялся принцип безотходного производства и полного самообеспечения всего хозяйства. Прибыль направлялась на модернизацию основного производства, создание и развитие подсобных хозяйств и оказание широкого круга социальных услуг.
Одним из секретов успешности работы колхоза была правильная кадровая политика. Уровень жизни работников колхоза значительно превышал средние показатели в Латвийской ССР. Колхозная форма собственности давала большую самостоятельность и делала «Лачплесис» своеобразным «государством в государстве», а его председателя — значимым человеком в республике.

### Социальные блага и льготы
В колхозе существовала система социальных и денежных льгот, позволявшая поощрять лучших работников. Согласно решению правления колхоза, льготы и пособия зависели от стажа и отношения к труду. Доход колхозников не облагался в СССР подоходным налогом, при этом лучшим колхоз выделял путёвки на санаторное лечение, премии и единовременные пособия по случаю семейных событий.
В начале 1980-х зарплата заместителя председателя колхоза составляла от 1000 до 1200 рублей, рядовые сотрудники получали примерно 300 рублей, руководитель цеха или отдела — 400 рублей, в то время как средняя зарплата в СССР в 1980 году составляла 155,12 рублей. Зарплата руководителей республиканского уровня составляла 350 рублей в месяц, академика - 500 рублей в месяц.
Колхоз финансировал работу разнообразных спортивных и спортивно-технических секций: его представители неоднократно занимали высокие места на республиканских и международных соревнованиях. Спортивные кружки стали создаваться в колхозе с первых лет работы: в то время физкультурниками руководил пионервожатый Кайбалской семилетней школы Янис Стрелниекс, а занималось спортом 225 колхозников.

### Распад и ликвидация хозяйства
После восстановления независимости Латвии «Лачплесис», как и большинство других колхозов, встал перед необходимостью реорганизации. Вначале он был преобразован в паевое общество, которое в 1996 году было признано неплатежеспособным и приватизировано по частям. Пивоварня и звероферма были приватизированы как отдельные предприятия, однако администратор паевого общества Олав Церс пытался взыскать долги колхоза с пайщиков отдельных предприятий, образованных на базе подразделений колхоза, инициируя судебные иски. Ряд таких исков был в итоге признан необоснованным, однако многолетние судебные тяжбы и связанные с ними аресты имущества вынудили ликвидировать и звероферму Lāčplēsis ZF, и другие предприятия, на которые распался знаменитый колхоз.